# Katharine Cameron

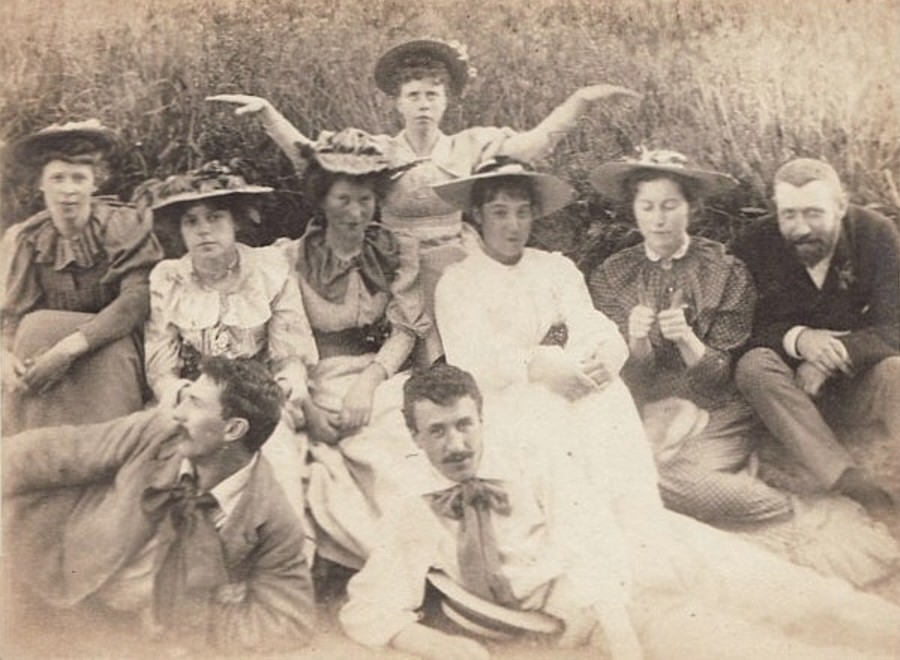
Hintere Reihe: Margaret MacDonald Mackintosh
mittlere Reihe L-R: Frances MacDonald McNair, Katharine Cameron, Janet Aitken, Agnes Raeburn, Jessie Keppie, John Keppie
vordere Reihe L-R: James Herbert McNair, Charles Rennie Mackintosh (um 1894).

Katharine Cameron RWS RE (geb. 26. Februar 1874 in Hillhead, Glasgow; gest. 21. August 1965 in Edinburgh) war eine schottische Künstlerin, Aquarellistin und Druckgrafikerin, die vor allem für ihre Blumengemälde und -radierungen bekannt ist. Sie gehörte zu der als Glasgow Girls bekannten Künstlergruppe.

## Jugend und Ausbildung
Katharine Cameron wurde in Hillhead, Glasgow, als Tochter des Pfarrers Robert Cameron und als Schwester des Künstlers David Young Cameron geboren. Sie studierte von 1889 bis 1893 an der Glasgow School of Art, wo sie sich einem kleinen Kreis von Studentinnen anschloss, die sich "The Immortals" nannten. Zu dieser Gruppe gehörten die Schwestern Frances und Margaret Macdonald, Janet Aitken, Agnes Raeburn, Jessie Keppie, John Keppie, James Herbert McNair und Charles Rennie Mackintosh. Während ihrer Zeit an der Glasgow School of Art lieferte sie Illustrationen für The Yellow Book und die Studentenzeitschrift The Magazine.
Um 1902 reiste sie nach Frankreich und schrieb sich in der Académie Colarossi ein, wo sie bei Gustave Courtois studierte.

## Buchillustratorin
Als eines der Glasgow Girls arbeitete Katharine Cameron im Glasgow-Stil, der die Ästhetik des Jugendstils, des Irish Renaissance, des Arts and Crafts Movements und des Japonismus miteinander verband. Ihre Gemälde mit ihren "kühnen Umrissen und lebhaften Farben" eigneten sich gut für Buchillustrationen, und 1904 schloss sie einen Vertrag mit den Londoner Verlegern T. C. und E. C. Jack ab, um Märchenbücher zu illustrieren. Ihr Interesse an Stickereien, Stoffen und Kostümen kommt in ihren Illustrationen ebenso zum Ausdruck wie der Einfluss von Whistler bei der Verwendung von Symbolismus. Cameron entwarf auch die Einbände für diese Werke.
Für die Jacks illustrierte sie eine Reihe von drei Märchenbüchern (In Fairyland, The Enchanted Land und Celtic Tales), die von ihren Künstlerkollegen mehrheitlich positiv aufgenommen wurden. Ihr vierter Titel für die Jacks, Legends and Stories of Italy for Children von 1909, war Teil der "Told to the Children-Reihe" des Verlags, für die auch ihre schottischen Kolleginnen Phoebe Anna Traquair und Olive Allen Biller Illustrationen schufen.
Ab 1907 illustrierte Cameron auch mehrere Geschenkbücher für T. N. Foulis' Envelope Book Serie, die ihr Talent für "zarte romantische Aquarellillustrationen… die an frühe Arbeiten der Macdonald-Schwestern und Charles Rennie Mackintosh erinnern," unter Beweis stellte.
Ihr letztes Buch für die Jacks wurde 1916 unter dem Titel Flowers I Love veröffentlicht. Dieser Titel, in dem sie ungewöhnliche und exotische Pflanzen vorstellte, signalisierte eine Verlagerung ihres künstlerischen Interesses auf ihre "wahre Liebe", die Blumenmalerei.  Ihr letztes Buchdesign war das Cover für Treasure Trove in Art von 1939.

## Karriere als Radiererin
Cameron radierte ihre erste Druckplatte im Jahr 1898. Im Jahr 1909 griff sie erneut zur Nadel und radierte zwei weitere Platten mit den Titeln April und The Tryst, auf denen jeweils Bienen und Schlehenblüten abgebildet sind. Zwischen 1898 und 1938 radierte sie etwa achtundachtzig Druckplatten.
Beeinflusst von Themen wie der schottischen Folklore, der Botanik und dem Japonismus entwickelte Cameron einen unverwechselbaren Stil, der von Kunstkritikern in internationalen Kunstzeitschriften wie The American Magazine of Art und The Art Journal für die "naturalistische und gleichzeitig äußerst dekorative" Behandlung ihrer Platten gelobt wurde, während sie "das wahre rassische Gefühl der Kelten für Liebe und Legende" hatte.

## Malerin von Blumen und Landschaften
Cameron war eine produktive Aquarellmalerin und dieses Medium wurde schließlich während ihrer gesamten Laufbahn ihr bevorzugtes Medium. Zu Beginn ihrer Karriere malte sie ein breites Spektrum an Themen, das von romantischen Figurenstudien über schottische Folklore und Balladen bis hin zu Blumenstudien reichte. Sie stellte häufig aus und wurde bereits im Alter von 22 Jahren in die Royal Scottish Society of Painters in Watercolour gewählt. In einem späteren Interview mit Tom Honeyman wurde sie mit den Worten zitiert: "Es gibt nichts Inspirierenderes als Blumen zu malen."
Cameron schuf auch Landschaften und stellte diese neben ihren Blumenstudien und Stillleben regelmäßig aus. Cameron und ihr Ehemann Arthur Kay reisten regelmäßig in die schottischen Highlands, wo sie Zeit damit verbrachte, die Landschaft zu skizzieren, insbesondere die Gegend um Connel, Achnacree Moss, Loch Etive und Benderloch.  Ihre Landschaften waren farbenprächtig und sie hielt besonders gerne das wechselnde Licht fest.
Ihr Werk wurde von der Kunstkritik positiv bewertet. Der Kunstkritiker R. H. Westwater erklärte 1948: "Miss Cameron gibt uns nicht nur die köstliche Textur von Blüten und Blättern, den Sinn für zartes Wachstum und Bewegung, ausgedrückt durch eine tadellos sensible Zeichenkunst. Sie füllt auch jedes Bild mit einem durchdringenden Licht, einem anderen Licht als dem, das ihre Blumen tatsächlich beleuchtet."
Ihre letzte Einzelausstellung im Jahr 1959 bei T&R Annan & Sons, Glasgow, bestand aus 56 Aquarellen und Zeichnungen der West Highlands und der Inseln, die sie während ihrer gesamten Karriere gemalt hatte.

## Ausstellungen
Katherine Cameron stellte häufig aus. Ihre erste Ausstellung fand 1891 im Royal Glasgow Institute of the Fine Arts statt, wo sie "September Flowers" ausstellte. Ein Jahr später wurde sie zum Mitglied der Glasgow Society of Lady Artists und 1897 zum Mitglied der Royal Scottish Society of Painters in Watercolour (RSW) gewählt. 1920 wurde sie zum Associate der Royal Society of Painter-Printmakers gewählt und 1964 zum Fellow. Im Jahr 1950 wurde sie zum Fellow der Royal Society of Arts gewählt.
Sie stellte u. a. in der Royal Scottish Academy (Edinburgh), der Society of Women Artists, Aitken Dott (The Scottish Gallery, Edinburgh), der Fine Art Society (London), der Walker Art Gallery (Liverpool), Annan (Glasgow), James Connell & Sons (Glasgow & London) und Goodspeed's (Boston) aus.

## Illustrierte Bücher
Einige ihre Bücher wurden von T. C. & E. C. Jack of London in der Reihe Told to the Children veröffentlicht, herausgegeben von Louey Chisholm.
- The Yellow Book (1897), als eine von mehreren Illustratoren
- Mary Macgregor – Stories of King Arthur's Knights (Jack, 1905)
- Charles Kingsley – The Water Babies, Told to the Children, von Amy Steedman (Jack, 1905)
- Louey Chisholm – The Storks and Other Stories for the Six Year Old (Jack, 1905)
- Louey Chisholm – The Enchanted Land (Jack, 1906)
- Friedrich de la Motte Fouqué – Undine, Told to the Children, von Mary Macgregor (Jack)
- Elizabeth Barrett Browning – Rhyme of the Duchess May (T. N. Foulis, ca. 1907)[8]
- Aucassin and Nicolette (Französische Liedgeschichte aus dem 12. Jahrhundert), (1908)
- Amy Steedman – Legends and Stories of Italy (Jack, 1909)
- Louey Chisholm – In Fairyland: Tales Told Again (Jack, 1910)
- Louey Chisholm – Celtic Tales, Told to the Children (Jack, 1910)
- James Richmond Aitken – In a City Garden (Foulis, 1913)
- Edward Thomas – The Flowers of Love: An Anthology of Flower Poems, Serie von 24 Zeichnungen in Farbe (Jack, 1916)
- US-Ausgabe, The Flowers I Love: Serie von vierundzwanzig Farbzeichnungen von Katharine Cameron, mit einer Anthologie von Blumengedichten, ausgewählt von Edward Thomas (Stokes, 1917)
- Iolo Aneurin Williams – Where the Bee Sucks: A Book of Flowers (Gedichte, ausgewählt von I. A. Williams) (Medici Society, 1929)
- Fiona Grierson – Haunting Edinburgh (John Lane, 1929)
- Katherine Cameron – Iain the Happy Puppy: Being the Autobiography of a West Highland Terrier (Moray Press, 1934)

## Späteres Leben
1928, im Alter von 54 Jahren, heiratete sie den Kunstsammler Arthur Kay (1860–1939), dessen Interesse an jakobitischen und schottischen Artefakten beim Aufbau der Sammlung der Scottish Modern Arts Association eine Rolle spielte. Sie lebten bis zu Kay's Tod im Jahr 1939 gemeinsam in Edinburgh. Nach Kays Tod malte und stellte Cameron weiter aus, beschränkte sich aber vorwiegend auf Blumen, da es niemanden gab, der sie in die Highlands fahren konnte, um die Landschaft zu malen.
Katharine Cameron starb am 21. August 1965 im Alter von 91 Jahren.

## Sammlungen
Camerons Werke sind in einer Reihe von öffentlichen Sammlungen vertreten, darunter:
- National Galleries of Scotland, Edinburgh[10]
- Glasgow Museums, Glasgow[11]
- Hunterian Museum and Art Gallery, Glasgow
- Aberdeen Art Gallery, Aberdeen[12]
- British Museum, London[13]
- Victoria & Albert Museum, London[14]
- Tate Modern, London[15]
- The Fleming Collection, London[16]
- Washington Library of Congress, Washington D.C.